# Partecipanti al Giro di Svizzera 2003
Elenco dei partecipanti al Giro di Svizzera 2003.
Al via si sono presentate 17 squadre, per un totale di 135 atleti iscritti. I ciclisti arrivati al traguardo finale sono stati 91, mentre 44 si sono ritirati, con una percentuale di arrivi pari al 67%.

## Corridori per squadra
Nota: R ritirato, NP non partito, FT fuori tempo.
| Phonak Hearing Systems             | Phonak Hearing Systems             | Phonak Hearing Systems             | Fassa Bortolo                     | Fassa Bortolo                     | Fassa Bortolo                     | Quick Step-Davitamon         | Quick Step-Davitamon         | Quick Step-Davitamon         |
| ---------------------------------- | ---------------------------------- | ---------------------------------- | --------------------------------- | --------------------------------- | --------------------------------- | ---------------------------- | ---------------------------- | ---------------------------- |
| 1                                  | Alex Zülle                         | 22º                                | 61                                | Fabian Cancellara                 | 56º                               | 121                          | Paolo Bettini                | R 6ª                         |
| 2                                  | Oscar Camenzind                    | 15º                                | 62                                | Mauro Facci                       | 64º                               | 122                          | Davide Bramati               | 53º                          |
| 3                                  | Niki Aebersold                     | 18º                                | 63                                | Dario Frigo                       | R 4ª                              | 123                          | Kevin Hulmans                | 75º                          |
| 4                                  | Juan Carlos Domínguez              | 61º                                | 64                                | Sergej Ivanov                     | R 4ª                              | 124                          | Servais Knaven               | R 5ª                         |
| 5                                  | Marco Fertonani                    | R 4ª                               | 65                                | Gustav Larsson                    | 16º                               | 125                          | Nick Nuyens                  | 73º                          |
| 6                                  | Alexandre Moos                     | 6º                                 | 66                                | Sven Montgomery                   | 8º                                | 126                          | Domenico Passuello           | R 6ª                         |
| 7                                  | Óscar Pereiro                      | 3º                                 | 67                                | Tadej Valjavec                    | 5º                                | 127                          | Patrick Sinkewitz            | 12º                          |
| 8                                  | Daniel Schnider                    | 14º                                | 68                                | Kim Kirchen                       | 4º                                | 128                          | Jurgen Van Goolen            | 35º                          |
| Manager: Álvaro Pino               | Manager: Álvaro Pino               | Manager: Álvaro Pino               | Manager: Roberto Damiani          | Manager: Roberto Damiani          | Manager: Roberto Damiani          | Manager: Serge Parsani       | Manager: Serge Parsani       | Manager: Serge Parsani       |
| AG2R Prévoyance                    | AG2R Prévoyance                    | AG2R Prévoyance                    | fdjeux.com                        | fdjeux.com                        | fdjeux.com                        | Saeco Macchine per Caffè     | Saeco Macchine per Caffè     | Saeco Macchine per Caffè     |
| 11                                 | Christophe Agnolutto               | 70º                                | 71                                | Bradley McGee                     | 20º                               | 131                          | Igor Astarloa                | 57º                          |
| 12                                 | Lauri Aus                          | R 5ª                               | 72                                | Baden Cooke                       | 69º                               | 132                          | Mirko Celestino              | R 6ª                         |
| 13                                 | Stéphane Berges                    | R 5ª                               | 73                                | Jimmy Casper                      | 84º                               | 133                          | Salvatore Commesso           | 21º                          |
| 14                                 | Julien Laidoun                     | R 5ª                               | 74                                | Régis Lhuiller                    | R 6ª                              | 134                          | Juan Manuel Fuentes          | 78º                          |
| 15                                 | Thierry Loder                      | 25º                                | 75                                | Nicolas Fritsch                   | 11º                               | 135                          | Jörg Ludewig                 | 26º                          |
| 16                                 | Erki Pütsep                        | R 6ª                               | 76                                | Jean-Cyril Robin                  | 39º                               | 136                          | Ivan Quaranta                | R 2ª                         |
| 17                                 | Mark Scanlon                       | 58º                                | 77                                | Sandy Casar                       | R 6ª                              | 137                          | Marius Sabaliauskas          | R 6ª                         |
| 18                                 | Olivier Trastour                   | R 4ª                               | 78                                | Matthew Wilson                    | 71º                               | 138                          | Stefano Zanini               | R 4ª                         |
| Manager: Vincent Lavenu/Gilles Mas | Manager: Vincent Lavenu/Gilles Mas | Manager: Vincent Lavenu/Gilles Mas | Manager: Yvon Madiot              | Manager: Yvon Madiot              | Manager: Yvon Madiot              | Manager: Walter Godefroot    | Manager: Walter Godefroot    | Manager: Walter Godefroot    |
| Crédit Agricole                    | Crédit Agricole                    | Crédit Agricole                    | Gerolsteiner                      | Gerolsteiner                      | Gerolsteiner                      | Team Telekom                 | Team Telekom                 | Team Telekom                 |
| 21                                 | Stuart O'Grady                     | 48º                                | 81                                | Markus Zberg                      | 28º                               | 141                          | Aleksandr Vinokurov          | 1º                           |
| 22                                 | Yohann Charpenteau                 | 41º                                | 82                                | Michael Rich                      | R 4ª                              | 142                          | Torsten Hiekmann             | 50º                          |
| 23                                 | Cédric Herve                       | R 6ª                               | 83                                | Uwe Peschel                       | NP 9ª                             | 143                          | Giuseppe Guerini             | 2º                           |
| 24                                 | Christophe Jenner                  | R 5ª                               | 84                                | Robert Förster                    | 87º                               | 144                          | Bobby Julich                 | 19º                          |
| 25                                 | Lilian Jégou                       | 51º                                | 85                                | Sebastian Lang                    | 49º                               | 145                          | Daniele Nardello             | 29º                          |
| 26                                 | Eric Leblacher                     | 52º                                | 86                                | Marcel Strauss                    | 74º                               | 146                          | Stephan Schreck              | 37º                          |
| 27                                 | Marcus Ljungqvist                  | NP 3ª                              | 87                                | Gerhard Trampusch                 | 30º                               | 147                          | Steffen Wesemann             | 34º                          |
| 28                                 | Corey Sweet                        | 89º                                | 88                                | Steffen Weigold                   | 76º                               | 148                          | Sergej Jakovlev              | 54º                          |
| Manager: Serge Beucherie           | Manager: Serge Beucherie           | Manager: Serge Beucherie           | Manager: Hans-Michael Holczer     | Manager: Hans-Michael Holczer     | Manager: Hans-Michael Holczer     | Manager: Mario Kummer        | Manager: Mario Kummer        | Manager: Mario Kummer        |
| Team Bianchi                       | Team Bianchi                       | Team Bianchi                       | Lampre                            | Lampre                            | Lampre                            | Vini Caldirola-Sodi          | Vini Caldirola-Sodi          | Vini Caldirola-Sodi          |
| 31                                 | Jan Ullrich                        | 7º                                 | 91                                | Francesco Casagrande              | NP 9ª                             | 151                          | -                            |                              |
| 32                                 | Stefan Adamsson                    | R 5ª                               | 92                                | Wladimir Belli                    | 32º                               | 152                          | Patrick Calcagni             | 88º                          |
| 33                                 | Aitor Garmendia                    | R 7ª                               | 93                                | Sergio Barbero                    | R 7ª                              | 153                          | Simone Masciarelli           | R 4ª                         |
| 34                                 | David Plaza                        | R 5ª                               | 94                                | Rubens Bertogliati                | 83º                               | 154                          | Marco Milesi                 | 63º                          |
| 35                                 | Thorsten Rund                      | R 9ª                               | 95                                | Gabriele Missaglia                | 66º                               | 155                          | Mauro Radaelli               | R 4ª                         |
| 36                                 | Tobias Steinhauser                 | 24º                                | 96                                | Alessandro Cortinovis             | R 5ª                              | 156                          | Gianluca Sironi              | R 6ª                         |
| 37                                 | Sven Teutenberg                    | 91º                                | 97                                | Marco Serpellini                  | 86º                               | 157                          | Romāns Vainšteins            | R 6ª                         |
| 38                                 | Malte Urban                        | 68º                                | 98                                | Simone Bertoletti                 | 77º                               | 158                          | Pietro Zucconi               | 60º                          |
| Manager: Rudy Pevenage             | Manager: Rudy Pevenage             | Manager: Rudy Pevenage             | Manager: Pietro Algeri            | Manager: Pietro Algeri            | Manager: Pietro Algeri            | Manager: Franco Gini         | Manager: Franco Gini         | Manager: Franco Gini         |
| Team CSC                           | Team CSC                           | Team CSC                           | Lotto-Domo                        | Lotto-Domo                        | Lotto-Domo                        | CCC Polsat                   | CCC Polsat                   | CCC Polsat                   |
| 41                                 | Tristan Hoffman                    | 80º                                | 101                               | Hans De Clercq                    | 82º                               | 161                          | Pavel Tonkov                 | R 4ª                         |
| 42                                 | Julian Dean                        | 65º                                | 102                               | Rik Verbrugghe                    | 45º                               | 162                          | Dariusz Baranowski           | R 5ª                         |
| 43                                 | Lars Michaelsen                    | R 5ª                               | 103                               | Robbie McEwen                     | FT 6ª                             | 163                          | Tomasz Brozyna               | 10º                          |
| 44                                 | Arvis Piziks                       | 85º                                | 104                               | Léon van Bon                      | R 9ª                              | 164                          | Ondřej Sosenka               | 9º                           |
| 45                                 | Bekim Christensen                  | 17º                                | 105                               | Serge Baguet                      | 47º                               | 165                          | Piotr Chmielewski            | R 5ª                         |
| 46                                 | Fränk Schleck                      | 42º                                | 106                               | Nick Gates                        | NP 8ª                             | 166                          | Seweryn Kohut                | 13º                          |
| 47                                 | Geert Van Bondt                    | R 4ª                               | 107                               | Aart Vierhouten                   | 90º                               | 167                          | Piotr Przydział              | 23º                          |
| 48                                 | Paul Van Hyfte                     | 59º                                | 108                               | Leif Hoste                        | R 5ª                              | 168                          | Radosław Romanik             | 33º                          |
| Manager: Johnny Weltz              | Manager: Johnny Weltz              | Manager: Johnny Weltz              | Manager: Marc Sergeant            | Manager: Marc Sergeant            | Manager: Marc Sergeant            | Manager: Andrzej Sypytkowski | Manager: Andrzej Sypytkowski | Manager: Andrzej Sypytkowski |
| Domina Vacanze-Elitron             | Domina Vacanze-Elitron             | Domina Vacanze-Elitron             | Palmans-Collstrop                 | Palmans-Collstrop                 | Palmans-Collstrop                 |                              |                              |                              |
| 51                                 | Massimiliano Gentili               | 43º                                | 111                               | Thierry De Groote                 | 40º                               |                              |                              |                              |
| 52                                 | Massimo Giunti                     | 27º                                | 112                               | Fabian De Waele                   | 55º                               |                              |                              |                              |
| 53                                 | Aleksandr Kolobnev                 | 31º                                | 113                               | Steve De Wolf                     | 38º                               |                              |                              |                              |
| 54                                 | Miguel Martín Perdiguero           | R 4ª                               | 114                               | Roger Hammond                     | 81º                               |                              |                              |                              |
| 55                                 | Martin Derganc                     | 36º                                | 115                               | Bert Roesems                      | 79º                               |                              |                              |                              |
| 56                                 | Kyrylo Pospjejev                   | 46º                                | 116                               | Eddy Lembo                        | R 6ª                              |                              |                              |                              |
| 57                                 | Filippo Simeoni                    | 72º                                | 117                               | Erwin Thijs                       | 67º                               |                              |                              |                              |
| 58                                 | Paolo Valoti                       | 44º                                | 118                               | Peter Wuyts                       | 62º                               |                              |                              |                              |
| Manager: Giuseppe Petito           | Manager: Giuseppe Petito           | Manager: Giuseppe Petito           | Manager: Hilaire Van Der Schueren | Manager: Hilaire Van Der Schueren | Manager: Hilaire Van Der Schueren |                              |                              |                              |